# Sinar Kalimantan
Sinar Kalimantan is een bestuurslaag in het regentschap Tanjung Jabung Timur van de provincie Jambi, Indonesië. Sinar Kalimantan telt 1132 inwoners (volkstelling 2010).